# Bernard Ginestet
Pour les articles homonymes, voir Ginestet (homonymie).
Bernard Ginestet, né le 19 janvier 1936 à Caudéran et mort le 29 septembre 2001 à Margaux, est un romancier et essayiste français.

## Biographie
Né dans une famille de négociants en vins, ancien propriétaire d'un domaine viticole dans le Bordelais, Bernard Ginestet est l'auteur de nombreux ouvrages consacrés au vin dans la collection Le grand Bernard des vins de France. Il est entré en littérature en 1971 et a publié son premier roman en 1985.
Il a été maire de la commune de Margaux de 1973 à 1995.

## Œuvres

### Essais
- Le Grand Dam, Ducros, 1971.
- La Bouillie bordelaise, Flammarion, 1975.
- Thomas Jefferson à Bordeaux et dans quelques autres vignes d'Europe, Seuil, 1996[4].
- La Mémoire des Œnarques, Mollat, 1998.

### Romans
- La Châtelaine de Maragnac, Belfond, 1985.
- Les Chartrons, Acropole, 1991.